# 청주고등학교
청주고등학교(淸州高等學校)는 대한민국 충청북도 청주시 흥덕구 복대동에 있는 공립 고등학교이다.

## 학교 연혁
- 1924년 4월 19일 : 청주고등보통학교 설립 인가(5년제 10학급)
- 1924년 5월 5일 : 청주고등보통학교 개교(청주농업학교 건물 사용)
- 1925년 4월 1일 : 청주면 본정 오정목에 신축 교사 준공 이전
- 1929년 3월 6일 : 제1회 졸업식(졸업생수 49명)
- 1939년 4월 1일 : 청주제일공립중학교로 교명 변경
- 1946년 5월 17일 : 청주공립중학교로 교명 변경(6년제)
- 1950년 5월 23일 : 청주중학교와 분리 청주고등학교 설립인가(3년제 12학급)
- 1950년 6월 22일 : 청주고등학교 개교
- 1960년 9월 30일 : 청주시 사창동 140번지 원형 교사로 이전
- 1974년 8월 28일 : 청주시 복대동 869번지 현 교사로 이전
- 1975년 3월 1일 : 부설방송통신고등학교 설립 인가(18학급)
- 1996년 8월 19일 : 과학관 준공
- 2004년 5월 9일 : 문봉학사 개관
- 2005년 3월 8일 : 도서관(높은 갈문) 개관
- 2010년 5월 13일 : 교육환경 개선 사업 준공(본관, 淸雄館, 급식소, 樂書齋)
- 2010년 10월 23일 : 교육과학기술부 과학중점학교 및 자율학교 지정(도교육청)
- 2023년 9월 1일 : 제35대 장용 교장 부임
- 2024년 2월 7일 : 제97회 졸업식 282명(졸업생 총수 35,142명)
- 2024년 3월 1일 : 자율형 공립고 2.0 지정(2024.3.1.~2029.28.28.)
- 2024년 3월 4일 : 제100회 입학식 327명 입학

## 참고 자료
- 청주고등학교 - 한국교육학술정보원 학교알리미